# Südliche Mühlviertler Randlagen

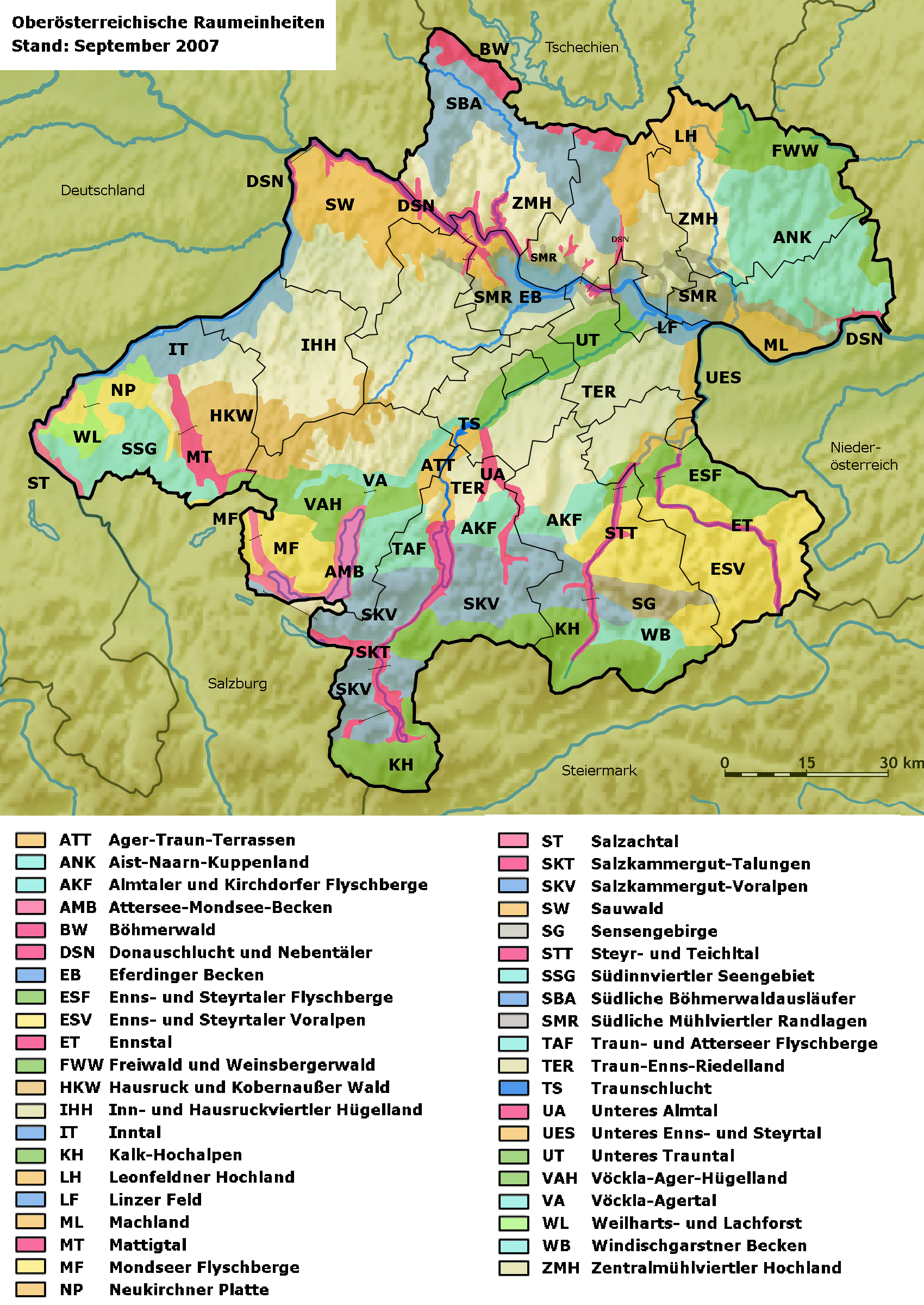
Alle OÖ Raumeinheiten

Die Südlichen Mühlviertler Randlagen sind eine von 41 Oberösterreichischen Raumeinheiten und liegen zum größten Teil im Mühlviertel.

## Lage
Die Raumeinheit umfasst eine schmale Abstiegszone der Böhmischen Masse zur Donauniederung bzw. eine Übergangszone zum Alpenvorland. Zusätzlich befinden sich in der Raumeinheit teils weite Beckenlandschaften wie das Gallneukirchner Becken oder die Riedmark. Das Gebiet umfasst sieben oberösterreichische Bezirke – Bezirk Perg, Bezirk Freistadt, Bezirk Urfahr-Umgebung, Bezirk Linz-Land, Bezirk Eferding, Bezirk Grieskirchen und die Landeshauptstadt Linz.
Die Größe der Südlichen Mühlviertler Randlagen beträgt rund 258,62 km². Das Gebiet erstreckt sich über eine Länge von 80,6 km mit einer maximalen Breite von 11,6 km. Der tiefste Bereich liegt bei rund 230 m ü. A. in Dornach bei Grein. Die höchsten Erhebungen des Gebiets sind der Pfenningberg mit 616 m ü. A. und ein Teilbereich des Kürnberger Waldes mit 460 m ü. A.
Folgende Gemeindegebiete liegen größtenteils in der Südlichen Mühlviertler Randlage (beginnend im Osten): Saxen, Arbing, Perg, Schwertberg, Mauthausen, Langenstein, St. Georgen an der Gusen, Luftenberg, Steyregg, Klam, Pasching, Schwertberg, Gallneukirchen, Leonding, Wilhering, Puchenau, Ottensheim, Walding, Feldkirchen an der Donau, Aschach, Hartkirchen, Stroheim, Hinzenbach, Prambachkirchen, St. Agatha, Heiligenberg und Eschenau.
Die Raumeinheit ist von folgenden OÖ Raumeinheiten umgeben (Im Uhrzeigersinn, beginnend im Norden): Aist-Naarn-Kuppenland, Machland, Linzer Feld, Eferdinger Becken, Inn- und Hausruckviertler Hügelland, Sauwald, Donauschlucht und Nebentäler und Zentralmühlviertler Hochland.

## Charakteristik
- Schmaler Bereich (wenige Kilometer bis wenige hundert Meter) entlang des südlichen Randes der Böhmischen Masse zwischen Waizenkirchen und Grein mit einem flach welligen Relief, teils plateauartig. Zu den Beckenlagen (Eferdinger Becken, Linzer Feld, Machland) hin mit mehr oder weniger steilen Abfällen zur Donau, hier sehr wärmebegünstigt und strukturreicher.
- Tertiäre Ablagerungen über Granit, sehr kleinräumige Verteilung der verschiedenen geologischen Untergründe, ungewöhnlich bunte Mischung an Lebensräumen. Die meist nur gering eingetieften Bäche sind naturnah bis (kleinräumig) hart verbaut, Galeriewälder finden sich entlang von Großer und Kleiner Gusen.
- Am flach-welligen Plateau eher strukturarme Landschaft. Ackerbau, wenig Grünland und Fichtenforste sind dominierend.
- An den Abhängen zu den Beckenlagen hin deutlich strukturreicher mit naturnahen Wäldern und Kulturlandschaft. Viele Eschen-reiche Wälder an den Hängen und entlang von Bächen, vereinzelt auch Riesenschachtelhalm-Eschenwälder. Obstbaumwiesen, Kleingehölze, nährstoffreiche Böschungen sowie Wein- und Gemüseanbau sind vereinzelt zu finden.
- Viele Sandgruben mit Trockenvegetation und Teichen mit besonderer Bedeutung für Insekten (z. B. für Wildbienen). Punktuell auch Kaolin- und Lehmgruben als wichtige Strukturelemente der Landschaft.
- Noch verbreitet Trockenwiesen mit vielen seltenen Arten (z. B. einzige Kuhschellenstandorte nördlich der Donau). Kuriose Standort-Kombinationen, wie anstehender Granit umgeben von Kalk-Halbtrockenrasen.
- Sehr unterschiedliche Besiedelung, dichte Besiedelung an den Südhängen, besonders im Linzer Raum. Oberhalb der Abhänge vorwiegend bäuerliche Besiedelung, kleine Dörfer mit wenigen Siedlungssplittern. Stärkere Siedlungsentwicklung nordöstlich von Linz.